# 이인우 (골프 선수)
이인우(1972년 5월 19일~)는 대한민국의 골프 선수이다.